# Neopica
Neopica est une entreprise belge qui développe des jeux vidéo. Elle a été fondée en 2007 à Gand par Peter Vermeulen, Filip Hautekeete, Gerhard Seiler et Harald Riegler,.

## Ludographie
- 2010 : America's Next Top Model (Wii)
- 2010 : The Ultimate Battle of the Sexes (Wii)
- 2011 : Dance! It's Your Stage (PlayStation 3)
- 2013 : Games Festival 1 (Nintendo 3DS)
- 2013 : Games Festival 2 (Nintendo 3DS)
- 2014 : Astérix : Le Domaine des dieux (Nintendo 3DS)
- 2017 : Hunting Simulator (Windows, PlayStation 4, Xbox One, Nintendo Switch)
- 2019 : European Truck Racing (Windows, PlayStation 4, Xbox One, Nintendo Switch)

### Simulations de vie
Neopica a réalisé plusieurs casual games sur le thème de la simulation de vie, notamment des jeux d'élevage d'animaux.
- 2011 : Mon hôtel de luxe pour animaux 3D, Paws and Claws: Pampered Pets Resort 3D, Pets Paradise Resort 3D ou Pets Resort 3D en anglais (Nintendo 3DS)
- 2012 : Chiens et Chats 3D : Mes meilleurs amis, Cats & Dogs: Pets at Play en anglais (Nintendo 3DS)

Noté 12/20 sur Jeuxvideo.com
- 2013 : Animal Hospital (Nintendo 3DS)
- 2014 : I Love My Horse (Nintendo 3DS)
- 2014 : I Love My Little Boy (Nintendo 3DS)
- 2014 : I Love My Little Girl (Nintendo 3DS)
- 2015 : I Love My Dogs (Nintendo 3DS)
- 2015 : I Love My Cats (Nintendo 3DS)
- 2015 : I Love My Pony (Nintendo 3DS)
- 2015 : Pet Hospital (Nintendo 3DS)
- 2016 : My Pets (Nintendo 3DS)

Noté 4/10 sur Nintendo Life
- 2016 : Pet Inn 3D (Nintendo 3DS)
- 2017 : My Vet Practice: Marine Patrol (Windows)